# Kim Young-ok
Kim Young-ok (koreanisch 김영옥; * 13. September 1966) ist eine ehemalige südkoreanische Eisschnellläuferin.
Kim trat international erstmals bei den Juniorenweltmeisterschaften 1984 in Assen in Erscheinung, wobei sie den 25. Platz im Mini-Mehrkampf errang. In den folgenden Jahren kam sie bei den Winter-Asienspielen 1986 in Sapporo auf den siebten Platz über 1500 m und bei der Mehrkampfweltmeisterschaft 1987 in West Allis auf den 27. Rang im Kleinen Vierkampf. Zudem nahm sie in der Saison 1986/87 in Berlin an vier Läufen im Eisschnelllauf-Weltcup teil und erreichte mit dem 18. Platz über 1000 m ihre beste Platzierung im Weltcup. Letztmals international startete sie bei den Olympischen Winterspielen 1988 in Calgary, wobei sie den 24. Platz über 1500 m, den 22. Platz über 3000 m und den 17. Platz über 5000 m errang.

## Persönliche Bestleistungen
| Disziplin | Zeit        | Datum             | Ort     |
| --------- | ----------- | ----------------- | ------- |
| 500 m     | 43,09 s     | 28. November 1987 | Inzell  |
| 1000 m    | 1:28,98 min | 14. Dezember 1986 | Inzell  |
| 1500 m    | 2:11,95 min | 13. Februar 1988  | Calgary |
| 3000 m    | 4:30,60 min | 13. Februar 1988  | Calgary |
| 5000 m    | 7:46,51 min | 13. Februar 1988  | Calgary |